# Edificio Corona
Edificio Corona foi uma novela chilena, do gênero sitcom e comédia dramática, co-produzida por Mega e DDRio Estudios, estreada em 11 de janeiro de 2021. Seu último capítulo foi publicado em 9 de agosto do mesmo ano. 
A história se passa em um prédio de apartamentos em Santiago do Chile, onde um dos residentes do complexo residencial é diagnosticado com COVID-19, uma situação que obriga todos os residentes a fazerem uma quarentena rigorosa.
A novela foi estrelada por Francisco Melo, Paola Volpato, María Gracia Omegna e Nicolás Oyarzún. com as participações antagônicas de Mario Horton, Claudio Arredondo, Josefina Fiebelkorn e Dayana Amigo. Junto com as atuações estelares de Fernando Godoy, María Elena Duvauchelle, Vivianne Dietz, Magdalena Müller, Paula Luchsinger e Pedro Campos, entre outros.

## Enredo
A história se passa durante os anos de 2020 e 2021, dentro do contexto histórico da Pandemia Mundial do Coronavírus. Um prédio de apartamentos chamado "Edificio Corona" começa a experimentar um novo modo de vida quando um de seus habitantes é diagnosticado com a doença de Covid-19, obrigando toda a comunidade a manter uma quarentena estrita. Será neste confinamento que os vizinhos começarão a interagir e a se conhecerem em condições críticas, tentando se adaptar a esta “nova normalidade”. Se antes de algum deles vocês se conheciam e esperançosamente se cumprimentaram no elevador, será nas atuais circunstâncias que causam o confinamento que eles começarão a interagir em meio aos conflitos cotidianos decorrentes da convivência. Eles também irão desencadear paixões e romances em tempos difíceis.
Sergio Correa (Francisco Melo) mora no apartamento 502, viúvo, religioso e conservador que é o administrador do prédio. Ele costumava levar uma vida muito tranquila, orando o dia todo e com a alma fechada para o amor desde que sua esposa faleceu há 10 anos. Por isso, é um pai muito rígido e totalmente dedicado às filhas Macarena (Hitzka Nudelman) e Josefa (Helen Mrugalski). Até que um dia, devido ao Covid-19, o prédio foi colocado em quarentena e infelizmente chega um novo vizinho. É Ágata Cárdenas (Paola Volpato), uma mulher solteira e liberal, que morava em um bairro popular e cuja vida mudou depois de participar de um leilão de malas onde encontrou 500 milhões de pesos. Graças a isso, passou a morar no prédio com as filhas Rubí (Vivianne Dietz) e Esmeralda (Magdalena Müller), que foram criadas por ela mesma, como uma mãe empoderada e com valores completamente opostos aos de Sergio. Agora os três passam grande parte do dia compartilhando suas vidas nas redes sociais onde são conhecidos como as “Cardenashians” em referência a the Kardashians. No início, a relação entre eles é mantida em constantes disputas devido aos seus pontos de visão e diferenças. Mas aos poucos Sergio começa a considerar Ágata um amigo e ela o considera o limite que ele nunca teve. Dessa forma, ambos começam a se apaixonar, mas o único inimigo que têm são eles mesmos e suas crenças.
No apartamento 402, vive Javiera Sandoval (María Gracia Omegna), uma mulher casada há 15 anos com Germán Manzano (Mario Horton), um viúvo inteligente e bem-sucedido, com quem criou sua filha Catalina (Paula Luchsinger), como se ela fosse sua filha. seu chefe. Devido à ausência total de Germán em sua presença, Javiera decide dar uma guinada em sua vida, mostrando suas habilidades através das redes sociais, buscando ser aceita por seu talento para a cozinha. Infelizmente, Carolina, diante das restrições, começa a ficar cada vez mais obcecada por Germán e por isso decide ir morar no prédio.
Um dos seguidores de Javiera é seu vizinho Pablo Arancibia (Nicolás Oyarzún), que junto com seu filho Felipe (Simón Beltrán) moram no apartamento 703. Pablo separou-se de sua esposa Soledad Montané (Josefina Fiebelkorn), quando ela decidiu iniciar um relacionamento amoroso com outro, e eles concordaram mutuamente que seu filho viveria com ele. Enquanto isso, Felipe já está farto, cansado e entediado de sempre ter que comer fast-food que seu pai compra, então vai pedir que ele faça aulas de culinária pelas redes sociais. É assim que Javiera conhece Pablo, que por acaso é aquele vizinho que a fará ver a vida com outros olhos. Ambos começarão a se aproximar sem poder evitar a atração que vai nascer entre eles, que se transformará em outra coisa. Javiera e Pablo se apaixonam, mas Soledad não consegue viver separada do filho e vai morar com eles.
Julián Sánchez (Pedro Campos) e seu irmão Miguel (Max Salgado) moram no apartamento 701. Ambos são naturais da cidade chilena de Punta Arenas, localizada no sul do país, em Magallanes, na Patagônia chilena, mas se mudaram para Santiago do Chile para estudar. Julián é charmoso, inteligente e responsável, dedica sua vida tanto ao estudo quanto ao trabalho, se cuida com esforço e mantém o controle do departamento, conduzindo um ambiente muito estruturado. Muito pelo contrário, seu irmão Miguel é um nem-nem, despreocupado e mulherengo. Ele não estuda, não trabalha e passa o tempo sem fazer nada. De repente, uma cesta apareceu com um bebê de alguns meses. Dentro há uma nota que diz: «Miguel, este bebé es tu hijo» ("Miguel, este bebê é seu filho"). A partir desse momento, as coisas vão mudar diametralmente para esses irmãos. Miguel deve aprender a ser pai e Julián tenta finalmente responsabilizar seu irmão. Enquanto isso, todos se perguntam o que aconteceu e por que o bebê foi abandonado.
Macarena, que durante toda a sua vida viveu sob uma rígida vida religiosa, acaba percebendo que é lésbica. Ela é a mais beneficiada com a chegada de Ágata e suas filhas, pois elas a ajudam a se reconhecer e a tornar sua vida transparente para Sérgio, seu pai. Mas Macarena se apaixona por Rubí, que é o oposto dela. As duas se tornam boas amigas, Macarena percebe que não tem chances e passa a interagir com outras pessoas até que pensa que conhece o amor. Nesse momento, Rubí começa a duvidar de seus sentimentos e começa a se questionar. Entretanto. Catalina percebe que o amor não era o que ela esperava; Depois de chegar Carolina sente que a mentira em que viveu durante anos com Germán está pronta para destruir uma família; e o concierge Carlos González (Fernando Godoy), torna-se o ponto de apoio para todos os demais moradores do prédio com seu carisma e sua total disposição para ajudar quem precisa dele. Carlos está encarregado de manter o controle do perímetro e que as normas sanitárias sejam respeitadas. Vigilante constante, ele praticamente conhece de perto a vida de cada um dos moradores.

## Elenco
- Paola Volpato (es) como Ágata Cárdenas.
- Francisco Melo (es) como Sergio Correa.
- María Gracia Omegna como Javiera Sandoval Fernández.
- Nicolás Oyarzún como Pablo Arancibia.
- Fernando Godoy como Carlos «Carlitos» González, o concierge.
- Mario Horton como Germán Manzano.
- Vivianne Dietz como Rubí Cárdenas.
- Hitzka Nudelman como Macarena Correa.
- Pedro Campos como Julián Sánchez.
- Paula Luchsinger como Catalina Manzano.
- Josefina Fiebelkorn como Soledad Montané.
- Dayana Amigo como Carolina Olmedo.
- Magdalena Müller como Esmeralda Cárdenas.
- Max Salgado como Miguel Sánchez.
- María Elena Duvauchelle Como Teresa «Telele» Fernández.
- Simón Beltrán como Felipe «Pipe» Arancibia Montané
- Helen Mrugalski como Josefa Correa.
- Matías Bielostotzky como Miguel «Miguelito» Sánchez Miranda.
- Claudio Arredondo como Renato Carrasco.
- Jorge Arecheta como Tomás Jofré.[4]
- Gabriel Cañas como Benjamín.
- Yamila Reyna como María Mercedes «La Meche», a segunda concierge, da Argentina.[5]
- Jacqueline Boudon como Rosa Fuenzalida
- Mireya Sotoconil como Zulema Fuenzalida
- Diego Gabarró como Nicolás, namorado da catalina
- Barbara Rios como Rocío, amiga do Javiera
- Catalina de la Cerda como Petu, amiga do Javiera
- Isidora Rebolledo como Paloma, amiga do Miguel
- Josefina Velasco como Mireya, mãe do Julian e Miguel
- Christian Zúñiga como César Sánchez, pai do Julian e Miguel
- Fernanda Finsterbusch como María José «Cote» Miranda, mãe do Miguelito
- Otilio Castro como Pastor (ministro cristão) Aurelio Cifuentes
- Roxana Naranjo como Elcira, esposa falecida do Sergio.
- Felipe Zambrano como Nicanor Cifuentes, filho de Aurelio e Elcira
- Piamaría Silva como Nicole, amiga do Miguel
- Daniela Castillo como Jacinta, namorada de Macarena
- Paulina Hunt como Edith, avó de Coté
- Ana Luz Figueroa como mãe do Jacinta
- Hugo Vásquez como Tomás, pai do Jacinta
- Elizabeth Torres como Marta Gutiérrez, mãe do Carlitos
- Daniel Morera como Cristián, advogado da Edith

## Impacto na mídia

### Rubirena
Embora as relações amorosas nas novelas chilenas não sejam estranhas e os próprios protagonistas estejam frequentemente envolvidos, a verdade é que as relações entre pessoas do mesmo sexo foram mostradas de forma secundária e com menos visibilidade, dado o conservadorismo que ainda prevalece no Chile, que se opõe ao comportamento homossexual e à identidade de gênero, principalmente por motivos religiosos. A relação entre Macarena e Rubí foi se desenvolvendo gradativamente durante o desenvolvimento desta novela, desenvolvendo naquele período um fandom que os seguia capítulo por capítulo. Os fãs se autodenominavam "Rubirena", uma palavra que combina os nomes das duas mulheres, algo muito comum nos shippings de ficção em espanhol. Com o tempo, ambos se tornariam “embaixadoras” dos membros da comunidade LGBT, que ganharam visibilidade em uma produção de sucesso na TV aberta chilena. O sucesso desses personagens foi tal que muitos passaram a considerar que transcenderam a ficção deste programa.

#### No Brasil
Embora essa novela não tenha sido planejada para ser veiculada na televisão brasileira, o fenômeno Rubirena também alcançaria aquele país, já que muitos dos fãs do casal eram justamente brasileiros, que comentavam cada episódio principalmente no Instagram e Twitter. Isso foi possível graças às facilidades da Internet, que possibilitaram assistir a série mundialmente no sinal online da Mega (além disso, o canal é transmitido para toda a América do Sul, via satélite, como canal de recepção gratuita). Vale acrescentar que a série não incluía legendas em português, por isso os espectadores brasileiros assistiram ao programa tentando entender melhor o castelhano chileno dos personagens.